# Aphanistes colladoi
Aphanistes colladoi là một loài tò vò trong họ Ichneumonidae.